# Mongoloraphidia (Formosoraphidia) taiwanica
Mongoloraphidia (Formosoraphidia) taiwanica is een kameelhalsvliegensoort uit de familie van de Raphidiidae. De soort komt voor in Taiwan.
Mongoloraphidia (Formosoraphidia) taiwanica werd voor het eerst wetenschappelijk beschreven door U. Aspöck & H. Aspöck in 1982.